# Кетлін Бейкер
Кетлін Бейкер (англ. Kathleen Baker, нар. 28 лютого 1997, Вінстон-Сейлем, Північна Кароліна, США) — американська плавчиня, олімпійська чемпіонка та срібна призерка Олімпійських ігор 2016 року.

## Виступи на Олімпійських іграх
| Олімпіада | Дисципліна         | Місце |
| --------- | ------------------ | ----- |
| Ріо 2016  | 100 м на спині     | 2     |
| Ріо 2016  | 4×100 м комплексом | 1     |